# David Pavelka
David Pavelka (n. Praga, 18 de maig de 1991) és un futbolista professional txec que juga en la demarcació de migcampista pel Kasımpaşa SK de la Superlliga de Turquia.

## Selecció nacional
Va debutar amb la selecció de futbol de la República Txeca el 3 de setembre de 2015 en un partit de classificació per l'Eurocopa 2016 contra Kazakhstan que va finalitzar amb un resultat de 2-1 a favor del combinat txec després del doblet de Milan Škoda per la República Txeca, i de Yuriy Logvinenko per a Kazakhstan.

## Clubs
| Club                   | País    | Any         | Partits | Gols |
| ---------------------- | ------- | ----------- | ------- | ---- |
| AC Sparta Praga II     | Txèquia | 2009 - 2011 | 24      | 4    |
| AC Sparta Praga        | Txèquia | 2011        | 3       | 0    |
| 1. FC Slovácko (cedit) | Txèquia | 2011 - 2012 | 25      | 4    |
| AC Sparta Praga        | Txèquia | 2012 - 2013 | 10      | 1    |
| FC Slovan Liberec      | Txèquia | 2013 - 2016 | 115     | 20   |
| Kasımpaşa SK           | Turquia | 2016 -      | 12      | 0    |

## Palmarès

### Campionats nacionals
| Títol                      | Club              | País            | Any  |
| -------------------------- | ----------------- | --------------- | ---- |
| Copa de la República Txeca | FC Slovan Liberec | República Txeca | 2015 |